# Domingo Menna
Domingo Menna  (Abruzos, Italia, 1947-centro clandestino de detención de Campo de Mayo, provincia de Buenos Aires, Argentina, 1976) fue un guerrillero ítalo-argentino y uno de los máximos dirigentes del Partido Revolucionario de los Trabajadores (PRT) - Ejército Revolucionario del Pueblo (ERP). Nació el 1 de marzo de 1947 en Casalanguida, provincia de Chieti, Italia. Fue llamado Gringo, Mingo y Nicolás. Se cree que fue asesinado en noviembre de 1976.

## Biografía

### De Italia a Tres Arroyos
En 1952, Menna tenía cinco años y vivía en Casalanguida (Abruzos, Italia), cuando sus padres, Irma y Pánfilo, junto a su hermana menor, Raquel, emigraron hacia Argentina, y se instalaron en la ciudad de Tres Arroyos, provincia de Buenos Aires. Irma era modista y Pánfilo sastre. Allí instalaron una sastrería y compraron la casa familiar. Domingo Menna lideraba una barrita llamada “Los dodos” que pasaban el tiempo haciendo travesuras: robando un esqueleto de la escuela, robando huesos del cementerio. A pesar de ser menudo y de baja estatura Domingo Menna ya demostraba su valentía y liderazgo en aquellos tiempos. 
Una vez terminado el secundario en el entonces Colegio Nacional, a principios de 1965, Domingo Menna viajó a Córdoba para estudiar Medicina. Se instaló en una pensión. Allí, un año más tarde, ingresó al recientemente fundado Partido Revolucionario de los TrabajadoresMenna no había leído nada de marxismo hasta ese momento, el PRT contaba con 2 personas como caudal militante en el frente estudiantil y al llegar a una reunión alguien sentenció “encima tiene cara de gringuito boludo”. Sin embargo de aquella reunión surgió la decisión de captarlo para el partido, cosa que no resultó de inmediato porque Domingo evitó a los compañeros porque priorizó rendir un examen final. Sin embargo, luego de algunos días el mismo vuelve a contactarse y esta vez sí se incorporó.

### Los pasos previos
Ya en 1966 se destacó como dirigente, siendo cofundador de la organización estudiantil Espartaco, que se había formado con elementos de la agrupación Felipe Vallese (La Lipe) y del PRT. Espartaco actuaba en el marco de la FUC (Federación Universitaria de Córdoba). Al frente de aquella agrupación estudiantil, Menna participó en las primeras luchas contra la intervención y la persecución ideológica en las universidades que llevó adelante la dictadura de Onganía. Uno de los primeros conflictos en que interviene es una huelga contra un profesor de química biológica. Domingo debate con el decano ante una multitud y finalmente y luego de algunos días logran vencer. Domingo había captado a quien fue un gran militante del partido, Eduardo Foti “Pichón”. 
En el marco de esas luchas fue detenido, el 18 de agosto de 1966, tras la toma del Hospital de Clínicas para liberar a otro compañero suyo. Ese día el Centro de Estudiantes de Medicina (CEM) tenía planeado repartir volantes en dicho hospital. Fue baleado por la policía el estudiante Alberto Cerda, que era militante comunista, hecho que sucedió en la misma puerta del hospital, en presencia de otros estudiantes. En protesta los estudiantes tomaron el Hospital de Clínicas. La policía reprimió la toma y desalojó el hospital, deteniendo a muchos estudiantes, aproximadamente 200. Los estudiantes marcharon en protesta horas después, pero fueron reprimidos en las calles Obispo Trejo y 27 de abril. Uno de esos estudiantes detenidos en el hospital fue Domingo Menna , quien se subió a uno de los móviles de la policía en solidaridad con sus compañeros presos. 
El 7 de septiembre participa activamente en la asamblea universitaria que termina en una batalla campal tras la represión policial , donde es asesinado Santiago Pampillón, quien recibió un disparo en la cabeza. Los estudiantes tomaron el barrio Clínicas en protesta por el hecho: se organizaron los Comandos de Resistencia Santiago Pampillón  (CRSP) y los Comandos Organizados de Combate Organizado (CUCO) . Pampillón falleció 5 días después de ser baleado, el 12 de septiembre. Domingo Menna organizó esos distintos grupos para resistir, en el Barrio Clínicas.
En 1967 el movimiento estudiantil había perdido un poco de su efervescencia, el gringo Menna trae a su familia a vivir a Córdoba, incluyendo al perro Trotsky que en Córdoba pasa a llamarse Troky para evitar problemas en una ciudad mucho más politizada que Tres Arroyos.
Menna iba de acá para allá con su motoneta, incansable, consciente de que había que apuntar al movimiento obrero de los grandes centros industriales, de a poco va menguando su militancia estudiantil así como también la prioridad de sus estudios universitarios. Domingo comenzaría a ocuparse principalmente del trabajo en las fábricas y del trabajo militar, a la vez que rendía alguna materia de su carrera cuando podía y se ocupaba de coordinar la militancia en el frente estudiantil cordobés con el TAR, la agrupación del PRT a nivel nacional en universidades y colegios secundarios.
En febrero de 1968 fue delegado en el IV Congreso del PRT, donde apoyó decididamente al sector representado por Mario Roberto Santucho en la cuestión sobre la necesidad de desarrollar la lucha armada, en contra de la postura de Nahuel Moreno. Luego, en septiembre, funda una organización sindical de tendencia clasista , que se denominó Agrupación Primero de Mayo, en la que se encontraban otros dirigentes como René Salamanca y otros que provenían de la agrupación Felipe Vallese.
Fue uno de los tantos dirigentes del movimiento obrero clasista que cumplieron un rol protagónico en el Cordobazo, el 29 de mayo de 1969. Menna estuvo cerca del lugar donde cayó baleado el obrero de Káiser Máximo Mena. Tiempo después organizó, junto a Carlos Germán (quien después fue miembro del Buró Político del partido) los primeros comandos guerrilleros del PRT (Comando 29 de Mayo y Che Guevara). El Comando 29 de mayo fue organizado por Menna y "Pichón" (Eduardo Foti). El grupo se entrenaba en el manejo de las armas y realizaban acciones de propaganda armada y captura de armamento. Inclusive intentaron sin éxito la liberación de Santucho, que se encontraba preso en Tucumán. El Comando Che Guevara fue el segundo equipo militar que se formó en la regional del PRT.

### De Rawson a Villa Constitución
En 1970, ante las disputas internas del partido, integró la Tendencia Leninista (fracción interna del PRT, guiada por Santucho), que en el V Congreso, a mediados de julio, funda el ERP. Menna participó en una acción de los Comandos en la cual había copado una casa de venta de pelucas. Una señora que estaba comprando en el momento del asalto casi sufre un desmayo y Menna procedió a dejar su arma, calmar a la señora, tomándole el pulso y ofreciéndole un vaso de agua. Menna trabajaba en el Hospital Dermatovenéreo como practicante e incluso incorporó a las prostitutas que allí se trataban también a la causa revolucionaria y ellas acercan también a otros compañeros. En otra ocasión Domingo Menna, escapando de la policía, se mete contramano en una calle donde justamente había una comisaría y escapa de la situación diciendo que concurría a una emergencia médica y dando su verdadero nombre, ya que era conocido por la gente del lugar que concurría a atenderse al hospital.
El 12 de enero de 1971 es detenido en la ciudad de Córdoba, barrio Primero de Mayo, junto a Pichón. Fue un duro golpe para la regional del PRT. Menna fue torturado y permaneció detenido hasta comienzos de abril de 1972, cuando es trasladado, al igual que otros dirigentes guerrilleros presos, al Penal de máxima seguridad de Rawson. Allí fue uno de los organizadores de la fuga que protagonizó junto a Santucho, Gorriarán Merlo y otros compañeros (del FAR y Montoneros), el 15 de agosto de 1972; luego de unos días en Chile, logran viajar a Cuba. Menna fue enviado al reunión de la Cuarta Internacional en París, en representación del PRT, donde se encontró con Nahuel Moreno, quien logró aislar al PRT El Combatiente, organización que abandonó la Cuarta Internacional.
A su regreso al país, como miembro del Comité Central y del Buró Político, llevó adelante la reorganización del Partido Revolucionario de los Trabajadores. Los primeros meses del 73 fueron importantes, tras la vuelta a Córdoba toma contacto con una compañera que había militado en Tucumán y había sido encarcelada tras ser capturada durante un reparto de juguetes a niños humildes, pero que fue amnistiada luego del devotazo, era Ana María Lanzillotto. 
El 29 de mayo de 1973 fue uno de los oradores, junto a Agustín Tosco y Osvaldo Dorticós (presidente de Cuba), en el masivo acto de homenaje al Cordobazo. Se conserva una captura de imagen de Menna en el palco de dicho acto que se puede ver en el documental Gaviotas Blindadas . Un día antes Menna se desplazaba en auto cuando fue detenido por la policía en el barrio Bustos de Córdoba. Menna le dijo al agente: "Yo soy Menna, del ERP. Atrás vienen varios vehículos nuestros. Déjenos pasar que nosotros no nos metemos con ustedes". Y pasaron.
Tuvo a su cargo el desarrollo del Frente Antiimperialista y por el Socialismo (FAS), uno de los frentes políticos del PRT. En agosto de 1974 Menna hizo su última aparición en público en un acto masivo en el Córdoba Sport. A mediados del 74 nace su hijo Ramiro y participa de un acto masivo del FAS en el Tiro Federal de Rosario. A fines del año de 1974, se trasladó a Villa Constitución para hacerse cargo del Frente Sindical del partido en aquella estratégica y conflictiva localidad. Entra a trabajar en Acindar.

### Caída y muerte de Menna
A principios de 1976, se trasladó a Buenos Aires, como la mayoría de la Dirección Nacional, tratando de evitar la represión que sacudía al PRT y al ERP desde finales de 1975. Se instaló en un departamento de Villa Martelli —adonde después se alojaron Santucho y Benito Urteaga— junto a su compañera Ana María Lanzilotto, con quien había tenido dos hijos, uno fallecido siendo bebé y Ramiro Nicolás, cuyo nombre fue tomado de su compañero de militancia Ramiro Leguizamón.
En el mes de  junio de 1976 Domingo Menna junto a Mario Roberto Santucho estuvieron reunido con el dirigente montonero Roberto Cirilo Perdía en su casa de Ciudadela. Estuvieron trabajando todo un día en el proyecto de unificación de ambas organizaciones en una sola. Tanto el PRT-ERP como el PPA ( Partido Peronista Auténtico) ,que era el nuevo partido político creado por el peronismo montonero iban a crear la OLA ( Organización para la Liberación de Argentina),  que iba a ser una federación de organizaciones al estilo de la OLP Palestina.
Domingo Menna fue secuestrado por un grupo de tareas del Ejército Argentino, el 19 de julio de 1976, por la mañana,  al concurrir a una cita envenenada, en un restaurante  cercano a la Estación Rivadavia del Ferrocarril Mitre. Menna iba a entrevistarse con un militante médico cordobés que la revista Crisis  identifica como  López Arguello cuyo nombre de militancia era " Gustavo".   Se cree que este hombre, cuya compañera había caído pocos días antes en manos de los militares, pactó con los mismos la entrega de Menna para salvar a su pareja. Menna entra al restaurante y es detenido por cuatro individuos que se le abalanzan.  Inmediatamente fue llevado a Campo de Mayo, donde fue brutalmente torturado durante meses hasta ser asesinado. Ese mismo día, también, fue secuestrada su compañera Ana Maria Lanzilotto, quien estaba embarazada de 6 meses, al llegar al depto donde vivía.  En el bolsillo de Menna se encontraba un recibo con la dirección del domicilio de Menna en Villa Martelli, dato que permitió la  caída  ese mismo día de Santucho y Benito Urteaga.  Los militares terminaron imponiéndole un plazo de 2 días a Menna para que diera información.  Dado el nivel de formación de Menna y  según el relato de otros desaparecidos sobrevivientes de Campo de Mayo   Menna no reveló información a sus captores. Meses después, aproximadamente el 11 de noviembre de 1976 uno de los torturadores nombra varios números con que se identificaba a los prisioneros, entre ellos a Menna. Fueron trasladados del lugar. Nunca más se supo de él hasta el día de la fecha. Su compañera Any también se encuentra desaparecida. En 2016 fue identificado el nieto 121, quien resultó ser  Maximiliano Menna, el hijo de Menna y Lanzilotto.  Domingo Menna fue visto en Campo de Mayo por Patricia Ann Erb, hija de un pastor protestante que había sido secuestrada y torturada, pero luego liberada. Eduardo Cagnolo, un ex soldado del Batallón de Intendencia 601 que también fue secuestrado ilegalmente y detenido en Campo de Mayo, ha dejado un relato de su cautiverio donde narra su contacto con Domingo Menna.
Una vez que Ana María Lanzilloto, esposa de Menna, dio a luz en septiembre, el hijo les fue secuestrado. Más de 40 años más tarde el hijo fue identificado por Abuelas de Plaza de Mayo como el nieto 121, Maximiliano Menna.
Según testimonios de una sobreviviente de aquel centro clandestino de detención, Menna estaba destrozado por la tortura, pero alentaba al resto de los detenidos con relatos sobre la guerra de Vietnam.